# Чобану Іон Костянтинович
Іон (Іван) Костянтинович Чобану (Чебан) (6 листопада 1927, село Будей, Королівство Румунія, тепер Молдова — 19 січня 2001, місто Герла, Румунія) — радянський молдавський письменник, голова Верховної Ради Молдавської РСР. Депутат Верховної Ради Молдавської РСР 11-го скликання. Депутат Верховної ради СРСР 6-го, 8—9-го скликань.

## Життєпис
Народився в селянській родині. Закінчив педагогічне училище в місті Оргеєві.
У 1944—1946 роках — завідувач початкової школи села Краснашени Теленештського району.
З 1946 року — 2-й секретар Теленештського районного комітету ЛКСМ Молдавії; секретар Оргіївського повітового комітету ЛКСМ Молдавії; 1-й секретар Теленештського районного комітету ЛКСМ Молдавії.
Член ВКП(б) з 1947 року.
У 1951 році закінчив Центральну комсомольську школу при ЦК ВЛКСМ у Москві.
У 1951—1953 роках — директор Молдавської республіканської школи піонервожатих.
З 1953 року — завідувач віділу газети «Тинеримя Молдовей», головний редактор навчально-педагогічного видавництва «Шкоала Советикэ», головний редактор Державного видавництва Молдавської РСР.
У 1959 році закінчив Вищі літературні курси при Спілці письменників СРСР.
У 1959—1961 роках — заступник голови правління Спілки письменників Молдавської РСР, головний редактор журналу «Нистру».
У 1961—1965 роках — голова правління Спілки письменників Молдавської РСР.
З 1965 року займався творчою працею. З 1966 року — член редакційної колегії журналу «Нистру», член президії і правління Спілки письменників Молдавської РСР та член правління Спілки письменників СРСР. З 1971 року — секретар правління Спілки письменників Молдавської РСР. Одночасно, з 1973 року — голова Республіканського комітету з державних премій у галузі літератури та мистецтва Молдавської РСР.
У 1985—1986 роках — заступник голови Президії Верховної Ради Молдавської РСР.
12 липня 1986 — 17 квітня 1990 року — голова Верховної Ради Молдавської РСР.
У березні 1987—1990 роках — 1-й секретар правління Спілки письменників Молдавської РСР.
Автор роману «Кодри» (1952—1957) — широкої епічної соцреалістичної розповіді «про важке життя молдавського народу у минулому, про боротьбу за звільнення і возз'єднання з Радянською батьківщиною». Інший його відомий роман «Мости» (1966) присвячений військовим подіям Другої світової війни і першим повоєнним місяцям життя молдавського села. Продовженням цього роману став роман «Кукоара» (1975).
Помер 19 січня 2001 року в місті Герла (Румунія).

## Основні твори
- Тэрия словей мэестрите. Кишинэу, 1971.
- Кукоара. Москва: Худож. лит, 1979.
- Подгоряне. Москва: Сов. писатель, 1984.
- Кодры; Голоса над водой: Роман, рассказы. Кишинёв: Лит. артистикэ, 1986.
- Мосты. 4-е изд. Кишинёв: Лумина, 1989.

## Нагороди
- орден «Трудова слава» (Молдова) (23.08.1996)
- орден Жовтневої Революції (826.10.1987)
- орден Трудового Червоного Прапора (8.07.1960)
- орден Дружби народів (26.10.1977)
- медалі
- Національна премія Республіки Молдова (20.08.2002)
- Державна премія Молдавської РСР (1978) — за роман «Мости»
- народний письменник Молдавської РСР (1984)